# Escuela (edificio)

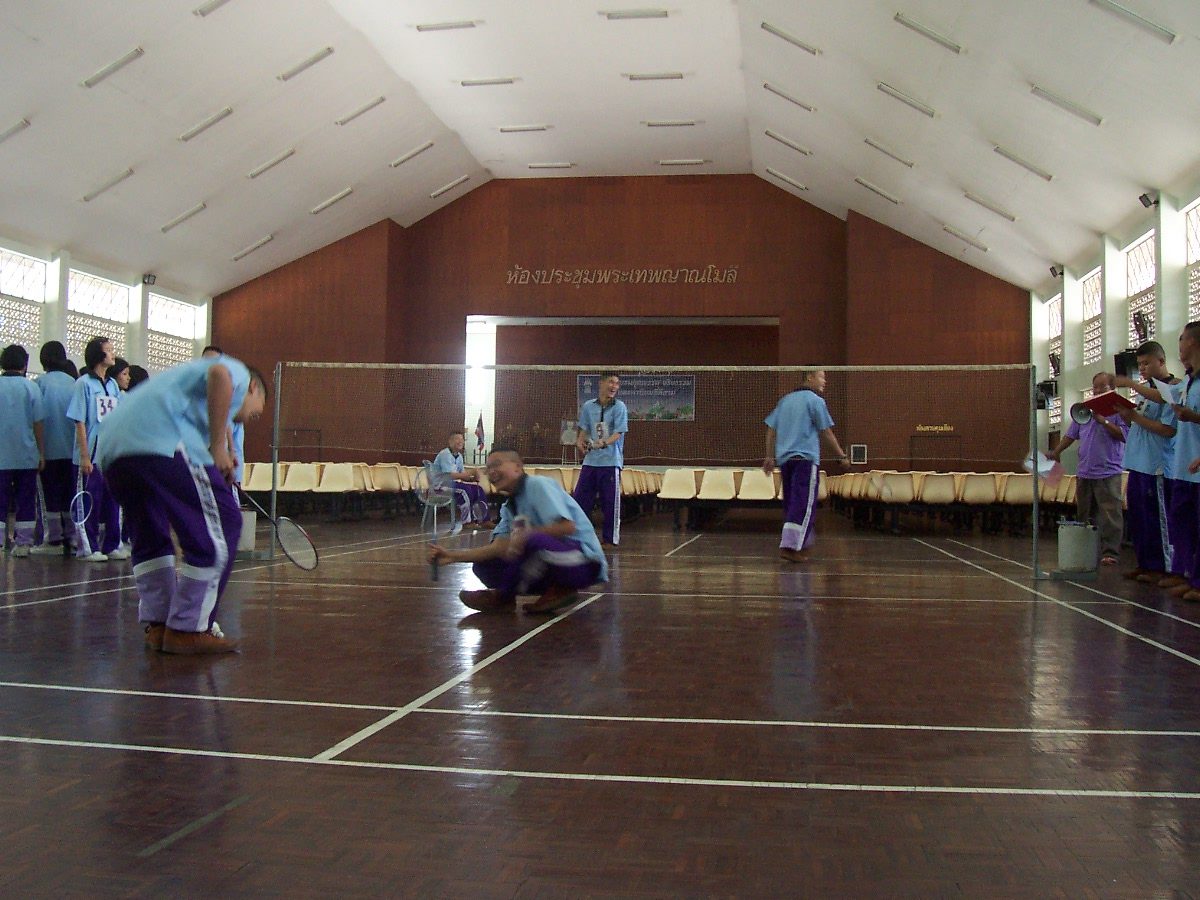
Gimnasio escolar.

Una escuela es el edificio destinado a la impartición de enseñanza, principalmente a niños. 

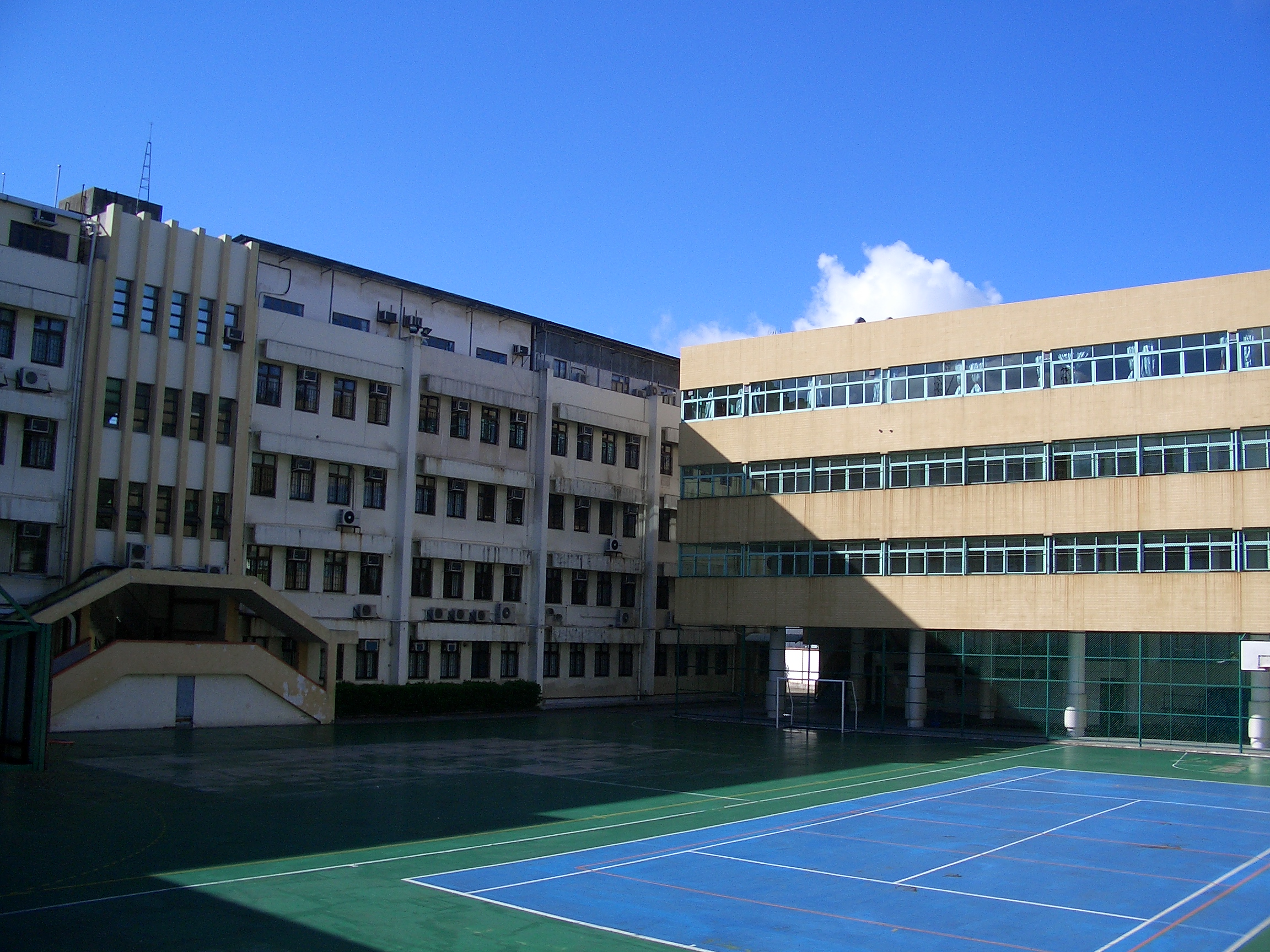
Escuela con patio al frente.

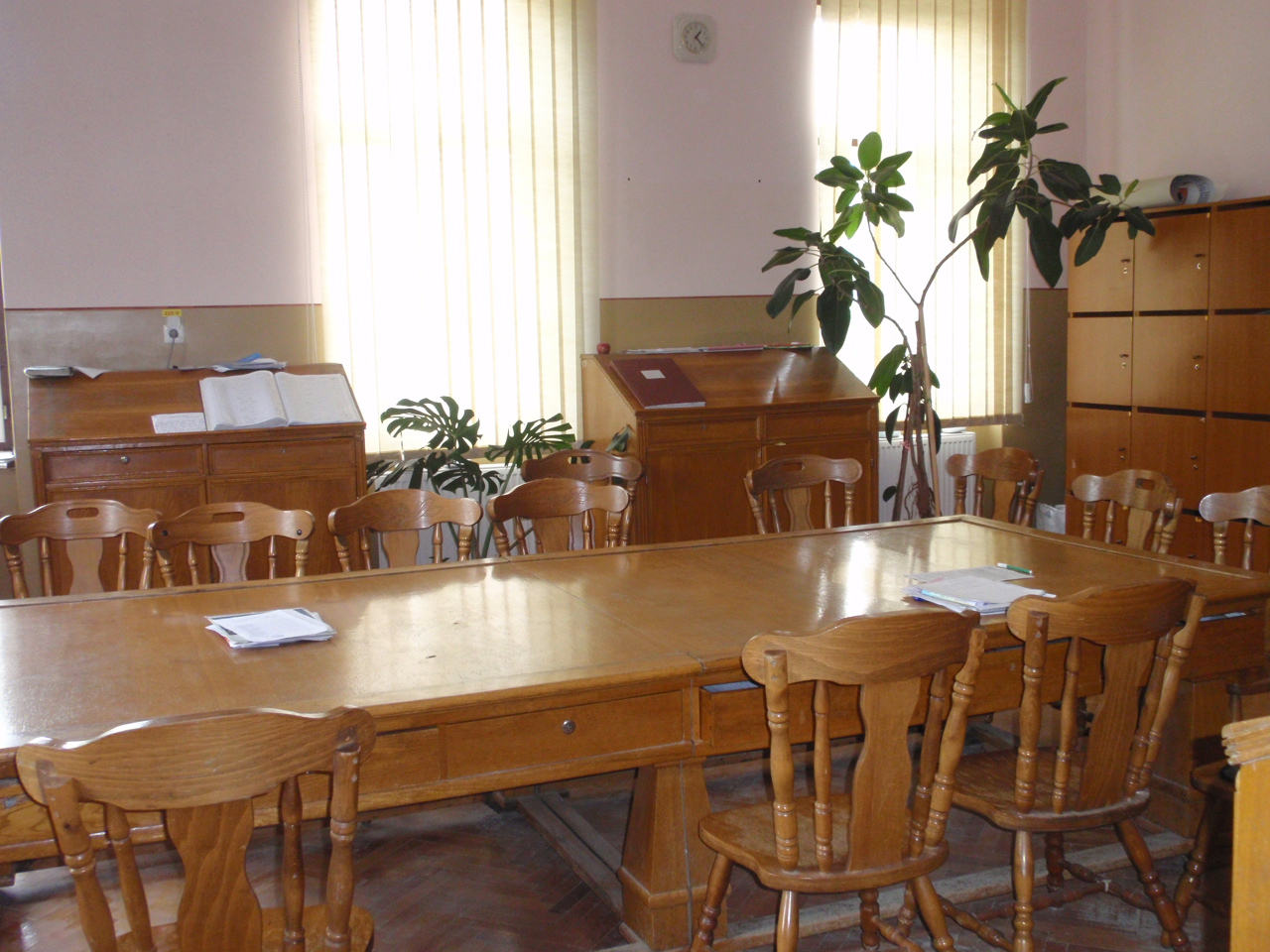
Sala de profesores.

Debido a la importancia de la arquitectura de los edificios destinados a educación en la salud de los niños en los países evolucionados, su construcción está detalladamente regulada por los gobiernos. 
Para su ubicación, se recomienda escoger lugares despejados, alejados de entornos contaminantes y con facilidad de acceso. En las edificaciones modernas, se pide que dispongan al menos de las siguientes piezas además de las clases o aulas en las que los alumnos tomarán sus lecciones: 
- Un vestíbulo para recibir a los alumnos y tenerlos mientras llega la hora de clase. El recinto tiene que ser tanto más amplio cuanto mayor sea el número de alumnos que van a acceder a las clases o salir de ellas a la vez. En ese sentido, se tendrá en cuenta la cantidad de personas que estudian en cada curso, pabellón o el mismo colegio, en función e sus dimensiones. Existirá un vestíbulo principal a la entrada de la escuela en el que se ubicará la recepción y otros tantos cuantos pabellones la compongan.
- Guardarropas con percheros para colgar los abrigos, gorras, etc. y guardar las carteras mientras no se usen.
- Patio cubierto para los juegos y recreaciones cuando no puedan hacerse al aire libre. Puede consistir en un gimnasio, polideportivo u otra instalación similar.
- Un espacio abierto, campo escolar, patio o jardín del que una parte debe quedar libre para los recreos y juegos y la otra preparada para la enseñanza. El patio incluye diversas instalaciones deportivas como campos de fútbol o canchas de baloncesto para el esparcimiento de los alumnos.
- Un cuarto de aseo donde se establezcan los lavabos los cuales en caso de no existir dicha pieza, se pueden situar en el vestuario, el cobertizo o patio cubierto en un pasillo e incluso en el exterior.
- En las escuelas, en donde hayan de comer los alumnos, un comedor y una cocina para hacer o calentar las comidas.
- Salas para descanso o reunión de los maestros cuando no están impartiendo lecciones.
- Oficinas en donde realizar los trámites administrativos.
- Cuartos auxiliares para resguardar los útiles de limpieza y material de trabajo.

Los guardarropas se situarán de modo que sirvan de vestíbulo a las clases. Las clases por su parte deben estar dispuestas de modo que reciban luz directa al menos por un lado (del exterior, el jardín, el patio, etc.) y en el piso bajo, requisito que es muy recomendable tratándose de párvulos. Conviene que comuniquen directamente o que estén muy cercanas al patio. Al edificio o el patio deberá estar unida el patio cubierto o sala de recreo y juego.
Otras dependencias que pueden existir en una escuela son:
- Salón de actos para impartir charlas o conferencias, proyectar películas o realizar representaciones artísticas.
- Laboratorios de idiomas.
- Laboratorios de ciencias.
- Biblioteca.
- Enfermería.

## Las aulas

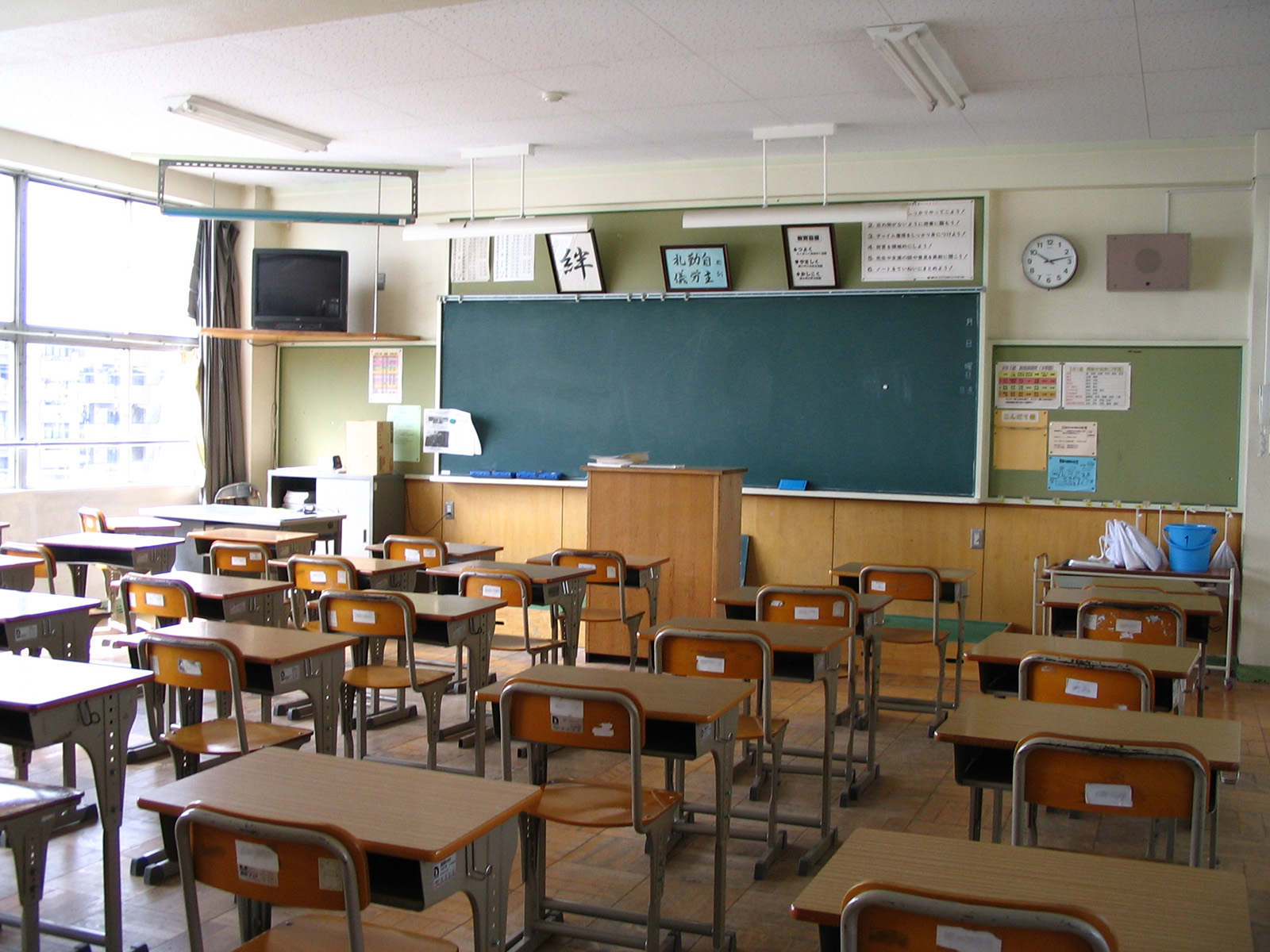
Aula

Se recomienda que las aulas adopten la forma de un rectángulo algo prolongado pues no conviene que las clases sean muy largas si el maestro ha de vigilarlas bien y su voz ha de llegar a todas las partes. En vez de adaptarse los alumnos a ella, debe ajustarse a ella los niños por lo que sus dimensiones dependen del número de alumnos que se dispongan las clases. 
El frontal debe ser suficientemente ancho como para albergar una pizarra en donde se darán las explicaciones así como la mesa y silla del profesor ubicadas en un extremo de la misma. Las aulas están orientadas de modo que reciban una luz constante y difusa que deberá penetrar en la misma a través de altas ventanas que permita que la iluminación alcance las últimas mesas. Las ventanas podrán llegar hasta el techo pero deberán contar con un pretil inferior para impedir que los niños se venzan por ellas. Los alumnos se dispondrán de modo que la luz incida a su izquierda para poder escribir con comodidad, considerando que la mayoría de las personas son diestras. 
En la actualidad, por razón de la materia que se imparte en ellas, las escuelas cuentan con aulas con dimensiones, equipamiento e instalaciones específicas como son:
- Aulas de música. En ella, se disponen los atriles y los instrumentos de música disponibles para impartir la lección.
- Aulas de dibujo. Cuentan con abundante luz y mesas con tableros amplios para realizar los ejercicios de dibujo.
- Aulas de informática, dotadas de ordenadores y otro equipamiento informático.